# Grégory Guilvert
Grégory Guilvert (Melun, 8 mei 1982) is een Frans autocoureur.

## Carrière
Guilvert begon zijn autosportcarrière in 2002 in het karting. In 2003 stapte hij over naar de Franse Peugeot 206 Cup, waarin hij in 2004 de juniorklasse wist te winnen. In 2005 stapte hij over naar het French Supertouring Championship en werd met één overwinning derde in de eindstand. In 2006 keerde hij terug naar de Franse Peugeot 206 Cup en werd tweede in het kampioenschap. In 2007 ging hij rijden in de Franse THP Spider Cup, waarin hij in 2009 uiteindelijk kampioen werd.
In 2010 stapte Guilvert over naar het FFSA GT Championship, waarin hij in zowel 2011 als 2012 achtste werd in de eindstand. Tussen 2010 en 2012 nam hij daarnaast ook deel aan de Europese FIA GT3. In 2011 reed hij in de Eurocup Mégane Trophy naast zijn deelname aan de Blancpain Endurance Series, het kampioenschap waar hij in 2014 als derde eindigde in de Pro-Cup. In 2015 stapte hij over naar de Franse Porsche Carrera Cup en werd vijftiende in het kampioenschap.
In 2016 bleef Guilvert rijden in de Blancpain Endurance Series, dat de naam had veranderd naar Blancpain GT Series Endurance Cup. Daarnaast mocht hij dat jaar ook zijn debuut maken in de TCR International Series tijdens het raceweekend op Spa-Francorchamps voor het team Sébastien Loeb Racing in een Peugeot 308 Racing Cup.